# Un poema a l'exili
Un poema a l'exili. El Pessebre de Pau Casals i Joan Alavedra és un documental del 2012 dirigit per Alba Gómez Escudero, on es dona a conèixer com el poema "El Pessebre", escrit pel poeta Joan Alavedra i Segurañas, va arribar a convertir-se en una de les composicions més importants de Pau Casals i Defilló. Rebé el 1r premi del Memorimage Festival Internacional de Cinema de Reus el 2012 i el premi al millor documental al Cambridge Film Festival del Regne Unit el 2014
És una coproducció entre Televisió de Catalunya, l'Institut Català de les Empreses Culturals, Soul Produccions, la Corporació de Cinema de Puerto Rico, El Cant dels Ocells INC i el programa Ibermedia.

## Argument
La pel·lícula relata el naixement del poema "El Pessebre", obra del poeta Joan Alavedra, i com, marcat per l'experiència de l'exili, la Guerra Civil espanyola i la II Guerra Mundial, Pau Casals el va convertir en la seva composició més important i himne a la pau que va recórrer el món.
Pau Casals i Joan Alavedra i Segurañas van coincidir a l'exili forçós després de la Guerra Civil a França i que va ser en aquest context en què el violoncel·lista li va proposar a l'escriptor que escrivís un poema sobre la pau.
Alavedra va voler recórrer llavors a un text que havia començat a escriure abans d'exiliar-se i que va lliurar a la seva filla Maria, però que pensava perdut per la ràpida sortida d'Espanya creuant els Pirineus que va haver d'emprendre amb la seva família en esclatar la Guerra Civil. L'escriptor va lliurar el poema a la seva filla, que el va conservar tot i haver-se desfet la família, durant el camí de retirada, de gairebé tot l'equipatge. En comentar-li que anava a tornar a redactar el poema, la seva filla li va lliurar els escrits que havia guardat durant anys.
"El Pessebre", escrit per a orquestra simfònica i cor, està inspirat en el Nadal i el costum de preparar naixements o pessebres com a motiu de celebració.
El documental ja ha estat projectat en diverses cites cinematogràfiques com el Festival de cinema europeu Fet a Europa (Puerto Rico), la mostra de cinema del Festival Pau Casals Prada (França), el DOCUTAH Utah International Film Festival (EUA), el BORIMIX, Festival de Puerto Rico a Nova York, (EUA) i el Mediawave-International film and Music Festival de Monostor (Hongria).